# Rechtes Alsterufer gegen Linkes Alsterufer
Rechtes Alsterufer gegen Linkes Alsterufer, auch „Alsteruferturnier“ genannt, ist eine Hamburger Schulschachveranstaltung, die mit Unterbrechungen seit 1958 stattfindet. In den Jahren 1972 bis 1975 fiel das Turnier aus, ebenso in den Jahren 2020 und 2021 während der Corona-Pandemie. Es gilt als eines der größten Schachturniere der Welt und fand bis 2016 im Congress Center Hamburg statt, von 2017 bis 2019 in der Barclays Arena. Seit 2022 findet das Turnier unter freiem Himmel auf dem Rathausmarkt statt.

## Ausrichter
Veranstalter ist die Behörde für Schule und Berufsbildung. Hauptsponsor ist Barclays, Nebensponsor die Hamburger Schachsoftware-Firma ChessBase. Der Fachausschuss der Behörde organisiert zusammen mit dem Hamburger Schachjugendbund und dem Hamburger Schachverband das Turnier.

## Teilnehmer
Bei dem Turnier werden jeweils möglichst eine Achter-Schulmannschaft des rechten und des linken Alsterufers (von der Quelle aus gesehen) gegeneinander angesetzt (wenn allerdings eine Seite mehr Mannschaften stellt, so müssen einige Mannschaften für das „falsche“ Alsterufer antreten). Die Wettkämpfe werden so angesetzt, dass möglichst gleich starke Mannschaften aufeinandertreffen. Das Hamburger Amt für Schule unterstützt die Veranstaltung mit einem Wanderpokal, der an eine 8:0-Siegermannschaft verliehen wird. Außerdem erhalten die Siegerschulen einen Pokal, den sie behalten dürfen. Die Mannschaften aus Schleswig-Holstein und Niedersachsen spielen um einen Sonderpokal. Neben dem Hauptturnier findet seit 2003 auch noch ein Ehemaligen-Turnier statt.

## Geschichte
Das Turnier wurde 1957 von Lehrern der heutigen Gewerkschaft Erziehung und Wissenschaft ins Leben gerufen. 1958 trafen sich 193 Schüler zur ersten Begegnung unter diesem Namen in der Heinrich-Hertz-Schule. 1959 besuchten der Schachweltmeister Michael Botwinnik und der Großmeister Salo Flohr das Turnier.
1986 wurde ein Weltrekord mit 382 Achter-Teams aufgestellt. 1988 wurde der eigene Rekord erneut überboten, 3.616 Schüler in 452 Mannschaften aus 161 Hamburger und Gastschulen im Umland. Der damalige Bundespräsident Richard von Weizsäcker war Ehrengast und nahm sogar am Spiel teil. Der Weltrekord fand den Weg ins Guinness-Buch der Rekorde. Für 2017 wurde ein neuer Teilnehmerrekord angestrebt. Neben Barclaycard als Turniersponsor und langjähriger Unterstützer des Hamburger Schulschachs unterstützte die S-Bahn Hamburg das Vorhaben durch spezielle „Schachzüge“ und einen Sonderfahrplan. Mit 4240 Teilnehmern wurde nicht nur der bisherige Hamburger Teilnehmerrekord gebrochen, sondern auch ein neuer Weltrekord aufgestellt.
Mit Stand 2023 hat das rechte Alsterufer 22 Mal und das linke Alsterufer 38 Mal gewonnen.

## Nachahmungen

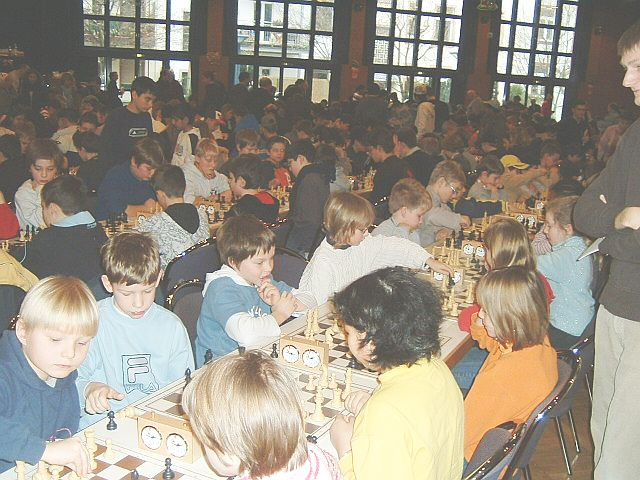
Szene aus dem alljährlichen Schulschachturnier in Frankfurt (hier vom 2. Februar 2006)

In Frankfurt am Main veranstaltete man ein inzwischen von der Frankfurter Sparkasse organisiertes Turnier der Schulen um und in der Mainmetropole. Es nennt sich „Hibbdebach - Dribbdebach“, womit ebenfalls in Anlehnung an die Hamburger Veranstaltung die nördliche und südliche Mainseite gemeint ist. 2005 waren über 400 Teilnehmer von Grundschulen bis zu Gymnasien beteiligt.

## Schachsport
Aufgrund der geringen Anzahl von Partien pro Spieler (1 bis 2) ist die sportliche Aussagekraft der Ergebnisse gering. Da es stets eine ganze Reihe von Mannschaften mit acht Punkten gibt, wird der Sieger letztlich ausgelost. Entscheidend ist daher sowohl für die Auswahl des Gegners als auch für den Sieg überwiegend das Losglück. Es findet auch keine Auswertung (DWZ, TWZ, Elo) statt. Das Turnier hat daher selbst nur einen geringen sportlichen Stellenwert, dafür aber durch seine Größe, seinen Bekanntheitsgrad, seine Tradition und den Eventcharakter eine große Werbewirksamkeit für das Schachspiel.